# Trachyphrynium
Trachyphrynium braunianum
Genre
Espèce
Synonymes
- Hybophrynium K.Schum.
- Bamburanta L.Linden

Trachyphrynium est un genre monotypique de plantes originaires d'Afrique tropicale. La seule espèce reconnue est Trachyphrynium braunianum (K.Schum.) Baker, répandue du Libéria à l'Ouganda,.